# Something Good – Negro Kiss
Something Good – Negro Kiss je americký němý film z roku 1898. Režisérem je William Selig (1864–1948). Film trvá necelou půlminutu a je prvním snímkem, který zachycuje polibek mezi dvěma Afroameričany. Zároveň se jedná o jeden z prvních filmů, který se odchýlil od převládající a čistě stereotypní prezentace rasistické karikatury v populární kultuře. Film byl považován za ztracený až do roku 2017 a v roce 2018 byl přidán do amerického Národního filmového registru (National Film Registry). V roce 2021 byla v Národní knihovně Norska objevena o několik sekund delší verze filmu.

## Děj
Saint Suttle a Gertie Brown se během půl minuty čtyřikrát vášnivě políbí.